# Ким Джон Гю
Ким Джон Гю (кор. 김종규, род. 2 марта 1958) — южнокорейский борец вольного стиля, призёр Олимпийских и Азиатских игр.

## Биография
Родился в 1958 году. В 1978 году стал серебряным призёром Азиатских игр в категории до 52 кг, через четыре года завоевал бронзовую награду на играх в той же категории. 1984 году стал серебряным призёром Олимпийских игр в Лос-Анджелесе в той же категории.

## Государственные награды
- Орден «За спортивные заслуги» 2 класса Республики Корея — орден Отважного тигра (17 августа 1984)
- Орден «За спортивные заслуги» 5 класса Республики Корея — орден Кирина (9 марта 1979)